# Trent Alexander-Arnold
Pour l’article ayant un titre homophone, voir Alexander Arnold.
Trent Alexander-Arnold, né le 7 octobre 1998 à Liverpool (Angleterre), est un footballeur international anglais qui évolue au poste de latéral droit au Real Madrid.

## Biographie

### Jeunesse
Trent John Alexander-Arnold naît le 7 octobre 1998 à West Derby à Liverpool d’un père anglais et d’une mère américaine. Il fréquente l'école primaire catholique St Matthew, avant de s'inscrire plus tard à l'école St Mary à Crosby. Lorsqu'il a six ans, le club de football local Liverpool organise un camp de vacances à mi-parcours auquel un certain nombre d'élèves de son école sont invités, il est l'un des noms tirés au sort pour y participer. C'est là qu'il est repéré par l'entraîneur de l'académie, Ian Barrigan, qui contacte ses parents pour lui proposer de rejoindre l'académie du club. Le jeune liverpuldien commence à s'entraîner deux à trois fois par semaine, à différents postes, avant de devenir capitaine du club aux niveaux U16 et U18 sous la direction de l'entraîneur Pepjin Ljinders. À l'âge de 14 ans, il quitte St. Mary's pour s'inscrire à la Rainhill High School, un établissement d'enseignement qui partage une affiliation avec le club de football.

### En club

#### Liverpool FC
Formé au Liverpool FC, Trent Alexander-Arnold dispute sa première rencontre au niveau professionnel en étant titularisé lors du match de League Cup face au Tottenham Hotspur (victoire, 2-1) le 25 octobre 2016. Il prend part à douze matchs toutes compétitions confondues avec l'équipe première au cours de sa première saison professionnelle. Le 15 août 2017, le jeune latéral droit dispute son premier match de Ligue des champions lors du barrage aller face au TSG Hoffenheim. Alors titulaire, il ouvre le score et les Reds l'emportent sur le score de deux buts à un.
Latéral participant énormément au jeu offensif de son équipe, il bat le record du nombre de passes décisives délivrées par un défenseur sur une saison de Premier League en 2018-2019 (12 passes décisives). Cette saison-là il remporte également la Ligue des champions, étant titulaire lors de la finale face au Tottenham Hotspur le 1er juin 2019. Les Reds l'emportent par deux buts à zéro. En demi-finale, il est l’auteur d’un corner légendaire qui permettra au Liverpool FC de se qualifier en final en remportant le match sur le score de quatre buts à zéro près avoir perdu le match aller (défaite, 3-0) contre le FC Barcelone.
Le 21 octobre 2019, Trent Alexander-Arnold figure parmi les trente nommés pour le Ballon d'or. Il est finalement classé dix-neuvième. Le 26 décembre 2019, il est l'auteur d'un but et de deux passes décisives lors de la victoire en championnat contre Leicester City, alors dauphin du Liverpool FC.
Le 30 juillet 2021, alors lié avec les Reds jusqu'en 2024, il prolonge son contrat d'une année supplémentaire, soit jusqu'en juin 2025, faisant alors de lui l'un des joueurs les mieux rémunéré de l'effectif,. Le 31 juillet 2023, après le départ de James Milner, Trent Alexander-Arnold est nommé vice-capitaine du Liverpool FC, le capitaine principal restant Virgil van Dijk,.
Le 5 mai 2025, après 20 ans passés au Liverpool FC, il annonce quitter le club à l'issue de la saison,,. Avec les Reds, il aura notamment remporté la Ligue des champions en 2019 ainsi que la Premier League à deux reprises, en 2020 et 2025,,.

### Real Madrid
Le 30 mai 2025, le Real Madrid annonce l'arrivée de Trent Alexander-Arnold en provenance du Liverpool FC. Il a signé un contrat de 6 ans avec le club madrilène, soit jusqu'en 2031.

### En équipe nationale
Avec l'équipe d'Angleterre des moins de 17 ans, Trent Alexander-Arnold participe au championnat d'Europe des moins de 17 ans en 2015. Lors de cette compétition, il joue trois matchs, contre l'Italie, les Pays-Bas, et l'Espagne. L'anglais dispute ensuite la Coupe du monde des moins de 17 ans qui se déroule au Chili. Il ne joue qu'un seul match lors de cette compétition, face au Brésil. Avec les moins de 19 ans, le défenseur inscrit un doublé contre l'Espagne lors des qualifications pour le championnat d'Europe des moins de 19 ans 2017.
Le 5 septembre 2017, il dispute son premier match avec l'équipe d'Angleterre espoirs contre la Lettonie. Il est titularisé et son équipe s'impose (score final, 3-0). Alors qu'il ne possède que trois sélections avec les espoirs anglais, Trent Alexander-Arnold fait partie des vingt-trois joueurs sélectionnés en équipe d'Angleterre pour disputer la Coupe du monde 2018 organisée en Russie.
Le 7 juin 2018, le joueur honore sa première sélection avec l'équipe d'Angleterre en étant titularisé lors d'un match amical contre le Costa Rica (victoire, 2-0),. Le 15 novembre 2018, il inscrit son premier but avec la sélection anglaise à l'occasion d'un match amical contre les États-Unis (victoire, 3-0).
Le 25 mai 2021, Trent Alexander-Arnold figure dans la pré-liste des 33 joueurs anglais pour participer à l'Euro 2020 avant d'être retenu dans la liste finale des 26. Il se blesse et doit finalement déclarer forfait. Ben White est alors appelé pour le remplacer.
Le 10 novembre 2022, le footballeur est sélectionné par Gareth Southgate pour participer à la Coupe du monde 2022 au Qatar. Le 6 juin 2024, il fait partie de la liste des 26 joueurs convoqués par Gareth Southgate pour disputer l'Euro 2024 en Allemagne.

## Statistiques

### Statistiques détaillées
| Saison                | Club                  | Championnat           | Championnat | Championnat | Championnat | Coupe nationale | Coupe nationale | Coupe nationale | Coupe de la Ligue | Coupe de la Ligue | Coupe de la Ligue | Supercoupe | Supercoupe | Supercoupe | Compétition(s) continentale(s) | Compétition(s) continentale(s) | Compétition(s) continentale(s) | Compétition(s) continentale(s) | Supercoupe UEFA | Supercoupe UEFA | Supercoupe UEFA | Coupe du monde des clubs | Coupe du monde des clubs | Coupe du monde des clubs | Angleterre | Angleterre | Angleterre | Total | Total | Total |
| Saison                | Club                  | Division              | M.          | B.          | P.d.        | M.              | B.              | P.d.            | M.                | B.                | P.d.              | M.         | B.         | P.d.       | Comp.                          | M.                             | B.                             | P.d.                           | M.              | B.              | P.d.            | M.                       | B.                       | P.d.                     | M.         | B.         | P.d.       | M.    | B.    | P.d.  |
| 2016-2017             | Liverpool FC          | Premier League        | 7           | 0           | 0           | 2               | 0               | 0               | 3                 | 0                 | 1                 | -          | -          | -          | -                              | -                              | -                              | -                              | -               | -               | -               | -                        | -                        | -                        | -          | -          | -          | 12    | 0     | 1     |
| 2017-2018             | Liverpool FC          | Premier League        | 19          | 1           | 1           | 2               | 0               | 0               | 0                 | 0                 | 0                 | -          | -          | -          | C1                             | 12                             | 2                              | 2                              | -               | -               | -               | -                        | -                        | -                        | 2          | 0          | 0          | 35    | 3     | 3     |
| 2018-2019             | Liverpool FC          | Premier League        | 29          | 1           | 12          | 0               | 0               | 0               | 0                 | 0                 | 0                 | 1          | 0          | 0          | C1                             | 11                             | 0                              | 3                              | -               | -               | -               | -                        | -                        | -                        | 4          | 1          | 0          | 45    | 2     | 15    |
| 2019-2020             | Liverpool FC          | Premier League        | 37          | 4           | 13          | 0               | 0               | 0               | 0                 | 0                 | 0                 | 1          | 0          | 0          | C1                             | 7                              | 0                              | 1                              | 1               | 0               | 0               | 2                        | 0                        | 0                        | 3          | 0          | 0          | 51    | 4     | 14    |
| 2020-2021             | Liverpool FC          | Premier League        | 36          | 2           | 7           | 1               | 0               | 0               | 0                 | 0                 | 0                 | -          | -          | -          | C1                             | 8                              | 0                              | 2                              | -               | -               | -               | -                        | -                        | -                        | 4          | 0          | 0          | 49    | 2     | 9     |
| 2021-2022             | Liverpool FC          | Premier League        | 32          | 2           | 12          | 3               | 0               | 1               | 2                 | 0                 | 2                 | -          | -          | -          | C1                             | 9                              | 0                              | 3                              | -               | -               | -               | -                        | -                        | -                        | 4          | 0          | 3          | 50    | 2     | 21    |
| 2022-2023             | Liverpool FC          | Premier League        | 37          | 2           | 9           | 2               | 0               | 1               | -                 | -                 | -                 | 1          | 1          | 0          | C1                             | 7                              | 1                              | 0                              | -               | -               | -               | -                        | -                        | -                        | 3          | 1          | 1          | 50    | 5     | 11    |
| 2023-2024             | Liverpool FC          | Premier League        | 28          | 3           | 4           | 2               | 0               | 0               | 2                 | 0                 | 3                 | -          | -          | -          | C3                             | 5                              | 0                              | 2                              | -               | -               | -               | -                        | -                        | -                        | 9          | 1          | 0          | 46    | 4     | 9     |
| 2024-2025             | Liverpool FC          | Premier League        | 33          | 3           | 6           | 1               | 1               | 0               | 2                 | 0                 | 0                 | -          | -          | -          | C1                             | 8                              | 0                              | 1                              | -               | -               | -               | -                        | -                        | -                        | 5          | 1          | 1          | 49    | 5     | 8     |
| Sous-total            | Sous-total            | Sous-total            | 259         | 18          | 64          | 13              | 1               | 2               | 9                 | 0                 | 6                 | 3          | 1          | 0          | -                              | 67                             | 3                              | 14                             | 1               | 0               | 0               | 2                        | 0                        | 0                        | 34         | 4          | 5          | 388   | 27    | 91    |
| 2024-2025             | Real Madrid CF        | Liga                  | 0           | 0           | 0           | -               | -               | -               | -                 | -                 | -                 | -          | -          | -          | C1                             | -                              | -                              | -                              | -               | -               | -               | 5                        | 0                        | 2                        | -          | -          | -          | 5     | 0     | 2     |
| Total sur la carrière | Total sur la carrière | Total sur la carrière | 259         | 18          | 64          | 13              | 1               | 2               | 9                 | 0                 | 6                 | 3          | 1          | 0          | -                              | 67                             | 3                              | 14                             | 1               | 0               | 0               | 7                        | 0                        | 2                        | 34         | 4          | 5          | 393   | 27    | 93    |

### Buts en sélection
| 0 | Date             | Sél. | Lieu                                            | Résultat | Adversaire         | Compétition                                            | Détail | Détail        | Détail |
| - | ---------------- | ---- | ----------------------------------------------- | -------- | ------------------ | ------------------------------------------------------ | ------ | ------------- | ------ |
| 1 | 15 novembre 2018 | 5    | Stade de Wembley, Londres, Angleterre           | 3-0      | États-Unis         | Match amical                                           | 27e    | du pied droit | 2-0    |
| 2 | 16 juin 2023     | 19   | National Stadium, Ħ'Attard, Malte               | 4-0      | Malte              | Éliminatoires du Championnat d'Europe de football 2024 | 28e    | du pied droit | 2-0    |
| 3 | 3 juin 2024      | 24   | St James' Park, Newcastle upon Tyne, Angleterre | 3-0      | Bosnie-Herzégovine | Match amical                                           | 85e    | du pied droit | 2-0    |

## Style de jeu
Trent Alexander-Arnold est largement considéré comme l'un des meilleurs latéraux offensifs du monde du football en raison de sa compétence à occuper les espaces offensifs sur le terrain et à créer des occasions de but pour ses coéquipiers,. Au cours des premières années de sa carrière, l'athlète s'est imposé comme l'un des joueurs les plus créatifs de la Premier League en raison de son rôle dans l'assistance aux buts à partir de ses longues balles et de ses remises de coups de pied arrêtés. Il possède une qualité de passe impressionnante, qui est attribuée à son développement en tant que milieu de terrain lors de son passage à l'académie des jeunes de Liverpool, et a été l'un des spécialistes désignés de Liverpool pour les coups de pied arrêtés depuis la saison 2017-2018,. Sa routine de coups de pied arrêtés implique trois pas parallèles en arrière et un à droite. L'intelligence de jeu d'Alexander-Arnold dans les situations de balle morte a été particulièrement saluée par Gary Lineker et Cesc Fàbregas après sa passe décisive donnant lieu au but de la victoire en demi-finale de la Ligue des champions 2018-2019 contre le FC Barcelone, un corner rapidement tiré vers Divock Origi alors que les joueurs adverses avaient le dos tourné.

## Palmarès

### En club et sélection nationale
| Liverpool FC (9) | Angleterre (0)                                                         |
| --- | ---------------------------------------------------------------------- |
| - Premier League (2) - Champion : 2020 et 2025. - Vice-champion : 2019 et 2022. - Coupe d'Angleterre (1) - Vainqueur : 2022. - Coupe de la Ligue (2) - Vainqueur : 2022 et 2024. - Finaliste : 2025. - Community Shield (1) - Vainqueur : 2022. - Finaliste : 2020 et 2021. - Ligue des champions (1) - Vainqueur : 2019. - Finaliste : 2018 et 2022. - Supercoupe de l'UEFA (1) - Vainqueur : 2019. - Coupe du monde des clubs de la FIFA (1) - Vainqueur : 2019. | - Euro : - Finaliste : 2024. - Ligue des nations : - Troisième : 2019. |

## Distinctions personnelles et records
- 7e meilleur passeur de l’histoire de Liverpool avec 86  passes décisives.
- Meilleur jeune joueur de Liverpool (2) : 
  - 2016-2017.
  - 2018-2019.
- Meilleur passeur de Liverpool de la saison (4) : 
  - 2018-2019 (15 passes décisives).
  - 2019-2020 (14 passes décisives).
  - 2020-2021 (9 passes décisives avec Roberto Firmino).
  - 2021-2022 (19 passes décisives).
- Deuxième du Golden Boy en 2018.
- Membre de l'équipe-type de l'année UEFA (2)
  - 2018-2019.
  - 2021-2022.
- Membre de l'équipe-type PFA de Premier League (3)
  - 2018-2019.
  - 2019-2020.
  - 2021-2022.
- Élu meilleur joueur du mois du championnat d'Angleterre de Premier League (2) : 
  - En décembre 2019.
  - En novembre 2021.
- Élu meilleur jeune joueur de la saison 2019/2020 de Premier League[37].
- Membre de l'équipe-type de la FIFA FIFPro World11 en 2020.
- meilleur passeur Premier league 2018-2019

### Classements de Trent au Ballon d’Or
| Années | Classements                                                                                   | % des suffrages                                                                               | Clubs                                                                                         | Vainqueurs                                                                                    |
| ------ | --------------------------------------------------------------------------------------------- | --------------------------------------------------------------------------------------------- | --------------------------------------------------------------------------------------------- | --------------------------------------------------------------------------------------------- |
| 2019   | 19e                                                                                           | 0,28 %                                                                                        | Liverpool FC                                                                                  | Lionel Messi (24,36 %)                                                                        |
| 2020   | Non attribué faute de conditions équitables suffisantes en raison de la pandémie de Covid-19. | Non attribué faute de conditions équitables suffisantes en raison de la pandémie de Covid-19. | Non attribué faute de conditions équitables suffisantes en raison de la pandémie de Covid-19. | Non attribué faute de conditions équitables suffisantes en raison de la pandémie de Covid-19. |
| 2022   | 22e                                                                                           | -                                                                                             | Liverpool FC                                                                                  | Karim Benzema (-)                                                                             |